# 菲内斯
菲内斯，是西班牙安达卢西亚自治区阿尔梅里亚省的一个市镇。 总面积23km2, 总人口1858人（2001年），人口密度81人/km2。